# قاب دهم
بازی قاب دهم (به انگلیسی: 10th Frame) در سال ۱۹۸۶ و در سبک شبیه سازی ورزشی، توسط شرکت Access Software تولید و توسط شرکت U.S. Gold منتشر گردید.

## گیم‌پلی

تصویر بازی کمودور 64

این بازی در واقع یکی از اولین و کاملترین شبیه سازهای ورزش بولینگ می‌باشد. این بازی دارای سه سطح مبتدی، آماتور و حرفه‌ای می‌باشد.
گرافیک این بازی دو بعدی و به صورت یک برش از نمای پشت و بالای بازیکنان می‌باشد. این بازی اجازه حضور به هشت بازیباز را به صورت همزمان می‌دهد.

## سازندگان بازی
- طراحان : راجر کاروِر، بروس کاروِر
- برنامه نویسان : (آتاری اس تی) برنت اریکسون[۳]، (داس) کوین هومر [۴]

## سیستم‌ها
این بازی در سال ۱۹۸۶ توسط شرکت‌های Access Software و U.S. Gold بر روی رایانه خانگی کمودور ۶۴ تولید و منتشر گردید. در سال ۱۹۸۷ این بازی توسط دو شرکت سازنده برای رایانه‌های خانگی آتاری اس تی، داس، آمستراد سی پی سی، ام اس ایکس، اسپکتروم تولید گردید و شرکت Paragon Programming این بازی را بر روی رایانه‌های خانگی فوق، پورت نمود.

## معادل انگلیسی
1. ↑  Roger Carver
2. ↑  Bruce Carver
3. ↑  Brent Erickson
4. ↑  Kevin Homer